# Paul Reimers (Jurist)
Paul Reimers (* 14. Februar 1902 in Schwerin; † 5. November 1984 in Bremen) war ein deutscher Jurist und Richter am Volksgerichtshof. Reimers und Hans-Joachim Rehse waren die einzigen Richter am Volksgerichtshof, gegen die nach dem Ende des NS-Regimes eine Anklage erhoben wurde.

## Leben
Paul Reimers war Sohn eines Brunnenbaumeisters. Den Besuch des Gymnasiums unterbrach er 1919, als er sich zu einem Grenzschutz-Freikorps meldete. Er studierte Rechtswissenschaften in Rostock, Marburg und Berlin. Während des Referendariats wurde er 1925 an der Universität Marburg mit der Dissertation Über das metaphysische Element des Rechtsgedankens und die psychologische Wurzel des Urteils – eine Vorstudie zur Jung’schen Lehre von der Gerechtigkeit in der Positivität beim völkischen Juristen Erich Jung promoviert. Er arbeitete vier Jahre als Jurist bei der Landesversicherungsanstalt Mecklenburg und ging 1932 am Amtsgericht Schwerin als Gerichtsassessor in den Justizdienst.
Reimers trat zum 1. Mai 1933 der NSDAP bei (Mitgliedsnummer 2.817.533). 1934 wurde er zum Amtsgerichtsrat ernannt, wenig später zum Landgerichtsrat am Landgericht Rostock. Als er mit einem Referendar und Parteifunktionär in einen Streit wegen einer dienstlichen Beurteilung geriet, wurde er, nachdem das Oberste Parteigericht der NSDAP ihm eine Rüge erteilt hatte, 1936 aus der Schusslinie zwischen Justizministerium und Partei genommen und nach Berlin versetzt.
Am Landgericht Berlin war er vorwiegend am Sondergericht tätig. 1942 wurde er zum Kammergerichtsrat befördert und war ab dem 27. Mai 1943 am Volksgerichtshof (VGH) dem 2. Senat unter Wilhelm Crohne und ab 1944 dem ersten Senat unter Roland Freisler zugeteilt. Freisler wiederum delegierte Reimers an den dritten Senat, wenn dort Defätismus-Fälle verhandelt wurden. Reimers wirkte nachweislich an 92 Urteilen des VGH mit, in denen 153 Todesurteile und 85 Freiheitsstrafen verkündet wurden, sowie 9 Freisprüche.
Nach Kriegsende war Reimers zwei Jahre in Internierungshaft. Er schlug sich danach als Hilfsarbeiter durch. Von der Spruchkammer in Hildesheim wurde er 1948 in erster Instanz als „minderbelastet“ (Kategorie 3) eingestuft, in zweiter Instanz 1949 als „Mitläufer“ (Kategorie 4) verbunden mit einer Rückstufung zum Amtsrichter und einer fünfjährigen Beförderungssperre, im April 1950 schließlich als „entlastet“.
Als Reimers 1954 als 131er wieder in den baden-württembergischen Justizdienst eintreten wollte, erhielt er von Richterkollegen die gewünschten Persilscheine, wobei diese sogar mit nachweislichen Falschaussagen gespickt waren. Ab 1955 war er Richter in Hechingen, wieder auf dem Gebiet des Strafrechts. Später kam er als Landgerichtsrat an das Landgericht Ravensburg, wo er 1963 als Oberrichter in Pension ging. Im Jahre 1960 lehnte der Stuttgarter Generalstaatsanwalt Erich Nellmann beim Oberlandesgericht Stuttgart eine Anklage gegen Reimers durch die Einstellung eines Ermittlungsverfahrens ab, da er eine Unbescholtenheit bei Reimers vorliegen sah.
Ein neues Ermittlungsverfahren wurde 1979 bei der Berliner Staatsanwaltschaft angestrengt. Am 6. September 1984 ließ das Landgericht Berlin die Anklage gegen Reimers wegen vollstreckter Todesurteile in 97 Fällen zu, die er teils als Hilfsrichter, teils als Vorsitzender der Senate des Volksgerichtshofs aus niedrigen Beweggründen in selbständigen Prozesshandlungen mit anderen herbeigeführt haben sollte. Die vorliegende Anklageschrift umfasste 866 Seiten als ein Resultat von 5 Jahren Ermittlungsarbeit.
Um einem Prozess zu entgehen, hatte sich Reimers in Bremen von einem Arzt ein Attest der Verhandlungsunfähigkeit ausstellen lassen. Bis zuletzt zeigte er keine Reue gegenüber der Öffentlichkeit wegen seiner Art der Richtertätigkeit im NS-Regime. Er erhängte sich am 5. November 1984 in Bremen, nachdem er noch im September gegenüber der taz eine solche Absicht in Abrede gestellt hatte.